# Gamesville
Gamesville est un portail web anglophone de jeux en ligne propriété de Lycos Inc.

## Historique
Il fut fondé par Steven Kane, Stuart Roseman et John Furse en 1996.
Il fut racheté par Lycos Inc en 1999.
2022, le site web renvoie vers un autre site web : "Golden Hearts Games".